# Diablock
Diablock – jednostka osadnicza w Stanach Zjednoczonych, w stanie Kentucky, w hrabstwie Perry.